# Onderzeese berg
Een onderzeese berg (Engels: seamount) is een berg die oprijst vanaf de bodem van de oceaan en zeeniveau niet bereikt. Het is dus geen eiland. Ze worden typisch gevormd door een uitgedoofde vulkaan met steile hellingen waar de oceaan een diepte heeft van 1000 tot 4000 m. Ze worden gedefinieerd door oceanografen als zijnde onafhankelijke structuren die ten minste een hoogte van 1000 m boven de oceaanbodem bereiken. De pieken worden vaak honderden tot duizenden meters beneden de oppervlakte gevonden en behoren dus tot de diepzee. Het wordt geschat dat er 100.000 onderzeese bergen bestaan, en slechts enkele ervan zijn bestudeerd. Onderzeese bergen van vulkanische oorsprong bestaan in verschillende vormen en groottes en volgen een vast schema van groei, activiteit, en dood. Recentelijk zijn verschillende actieve submariene vulkanen bestudeerd, bijvoorbeeld Kamaʻehuakanaloa, die ligt bij de Hawaïaanse eilanden. Zeldzamer zijn onderzeese bergen die geen vulkanische oorsprong hebben, maar zich daarentegen door een proces extensietektoniek afgescheiden hebben van een continent. Bollons Seamount bij Nieuw-Zeeland is hier een voorbeeld van.

## Voorbeelden
Andere voorbeelden van onderzeese bergen zijn:

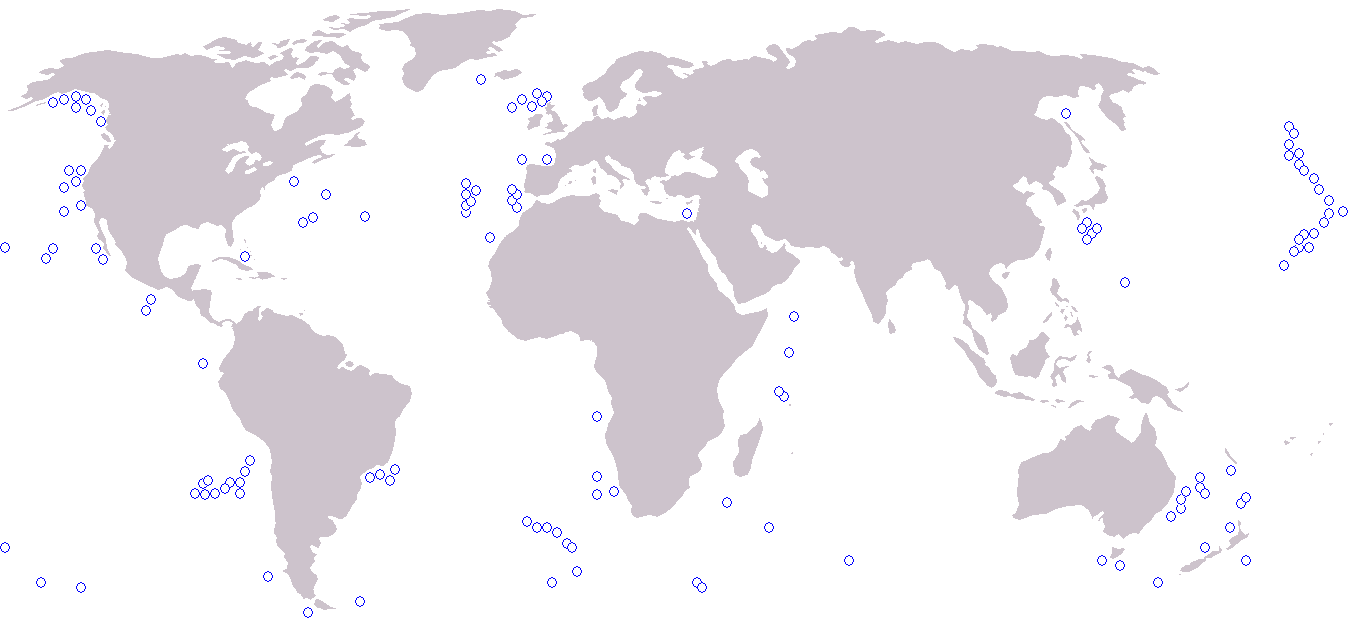
Ligging van de belangrijkste onderzeese bergen op Aarde

- Ferdinandea
- Marsili
- Anton Dohrn Seamount